# Sociedad de Escritores de Chile
La Sociedad de Escritores de Chile (SECH) es una entidad cultural que agrupa a poetas, narradores, dramaturgos y ensayistas. Tiene su sede central en la Casa del Escritor (calle Almirante Simpson 7, Santiago), mansión que en 2009 fue declarada Monumento Histórico.

## Historia
Fundada el 6 de noviembre de 1931 por 42 escritores, formó su primer directorio provisorio el 28 de enero del año siguiente y tres meses más tarde, el 14 de abril, el definitivo bajo la presidencia de Domingo Melfi. Su personería jurídica, actualmente vigente, fue otorgada por el decreto número 1904 del Ministerio de Justicia, con fecha 9 de agosto de 1933. La SECH ha sido encabezada por escritores de tanto renombre como Pablo Neruda, Marta Brunet, Manuel Rojas y Pedro Prado, entre otros.

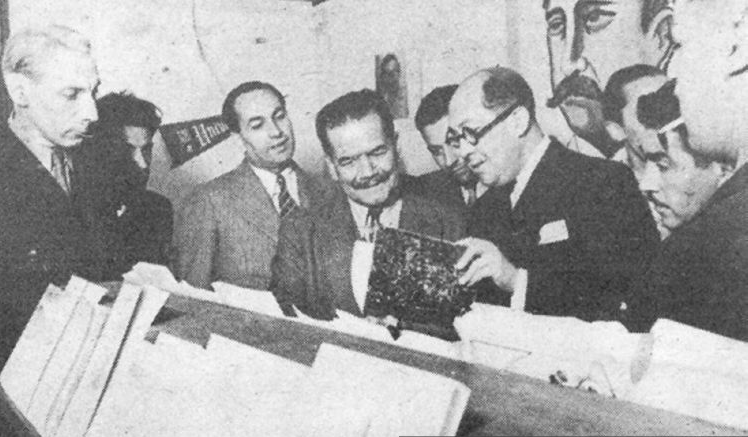
Romero con el presidente Pedro Aguirre Cerda en la Feria del Libro 1939

Desde un comienzo, la SECH tuvo como uno de sus principales objetivos la difusión del libro y la lectura. Para lo cual como impulsó la Primera Semana del Libro Chileno, realizada entre el 9 y el 16 de septiembre de 1933; y a fines de esa década se celebra la primera gran feria, visitada por el entonces presidente Pedro Aguirre Cerda y cuyo gestor fue Alberto Romero, quien entonces encabezaba la SECH.
Promovió también el Premio Nacional de Literatura, que fue institucionalizado en el centenario del Movimiento Literario de 1842 (un representante de la SECH fue miembro del jurado hasta mediados de los años 1980, cuando, en plena dictadura, perdió este privilegio); posteriormente, ha luchado por restaurar la anualidad del principal premio chileno. Auspició asimismo el otorgamiento de otros galardones, como el Municipal de Literatura de Santiago (1934) o el Gabriela Mistral, además de instaurar algunos propios, el más famoso de los cuales ha sido el Alerce.
En 1969, bajo la presidencia de Luis Sánchez Latorre, la SECH organizó el Primer Encuentro Latinoamericano de Escritores.

## Sede
La Sociedad de Escritores de Chile «tuvo un largo peregrinar antes de acceder a un espacio propio, adecuado para los fines que persigue. Desde 1931 a 1961 sus miembros se reunieron en oficinas de la Inspección del Trabajo, del diario El Mercurio, las dependencias de la Universidad de Chile y, luego, una pequeña oficina en calle San Antonio». Es en este periodo, sin sede propia, que la SECH tuvo en su directorio a grandes literatos entre los que se puede citar, además de los ya mencionados, a Francisco Coloane, Augusto d'Halmar, José Santos González Vera, Nicanor Parra y otros.
Su actual sede, la Casa del Escritor, fue adquirida a principios de los años 1960 e inaugurada el 9 de diciembre de 1961. Construida en 1927 por el arquitecto Julio Machicao Fuentes como vivienda para la familia del empresario austriaco Enrique Schiffrin, fue declarada Monumento Histórico en octubre de 2009. La mansión es un ejemplo de la llamada arquitectura nacionalista, surgida por los años 1920, que retoma elementos estilísticos históricos y los reinterpreta agregando otros de carácter local. Es una forma típica de la "clase media alta de principios de siglo XX en Chile, de amplios espacios interiores, profusa decoración y salones destinados a las artes".
La adquisición oficial de la casa por parte de la SECH fue gestionada por Rubén Azócar y Ester Matte, a la sazón presidente y directora respectivamente de la SECH. Fue esta última quien en realidad consiguió que le dieran a los escritores la mansión, para lo cual se dirigió a su tío, el entonces presidente de Chile Jorge Alessandri.
Durante la dictadura del general Augusto Pinochet, la Casa del Escritor logró permanecer como un espacio democrático abierto: consiguió no ser clausurada, acogió a la Agrupación de Pintores y Escultores y realizó numerosas actividades culturales en favor de la democracia. Encabezaron la SECH en esta compleja etapa Luis Sánchez Latorre (Filebo), Martín Cerda, Emilio Oviedo, Poli Délano y Ramón Díaz Eterovic. Para este último es Cerda quien mejor ejemplifica esos momentos, pues "asumió la presidencia de la SECH en un período particularmente difícil, imprimiéndole un sello de amplitud y diálogo cuando todo a nuestro alrededor estaba signado por la oscuridad y el desencanto. Su labor como presidente de la SECH fue un grito rebeldía, necesario y oportuno en años en que era preciso defender la palabra y la dignidad del escritor".
Si la Casa del Escritor pudo permanecer a salvo sin ser allanada, muchos escritores chilenos sufrieron la represión en ese periodo: hubo detenidos desaparecidos, torturados, encarcelados en campos de concentración, desterrados y también quienes vivieron en un exilio interno. Esto determinó que la SECH se presentara como parte acusadora en la causa generada por la denuncia presentada por el fiscal Miguel Miravet Hombrados contra los generales Pinochet, Gustavo Leigh, Rodolfo Stange, Fernando Matthei y otros militares "por los presuntos delitos de detención ilegal, secuestro, torturas, asesinato, terrorismo y genocidio, como entidad afectada por la detención ilegal, exilio, secuestro, desaparición, torturas y asesinato de importante número de poetas, narradores, ensayistas y dramaturgos". La SECH adjuntó en aquella ocasión el listado tanto de los escritores asesinados como de los encarcelados y los obligados a exiliarse, más de un centenar, en total.
Durante diez años no fue posible celebrar elecciones democráticas en la SECH; las primeras de este carácter en tiempos de la dictadura militar fueron las de 1984, en las que resultó elegido el ensayista Martín Cerda. En esa época, la SECH se incorporó a la Asamblea de la Civilidad, creada para unificar a los diferentes sectores de la oposición; como consecuencia, perdió la subvención que recibía del Ministerio de Educación y fue excluida del jurado del Premio Nacional de Literatura.
A finales de los años 1990 fue refundada la Biblioteca Ester Matte Alessandri de la SECH, con importantes aportes del Consejo Nacional del Libro y la Lectura. 

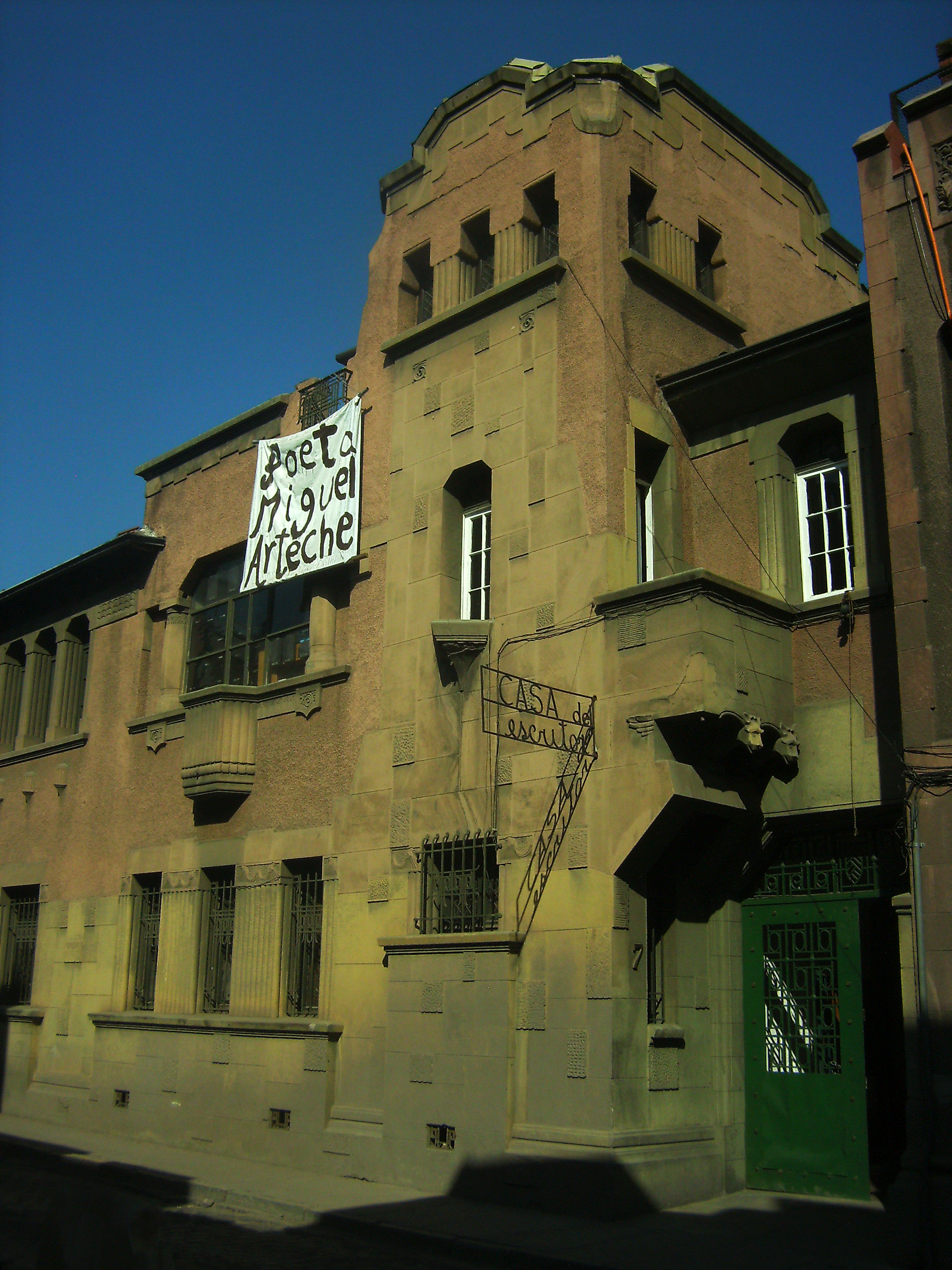
La sede en 2008, antes de ser declarada MH
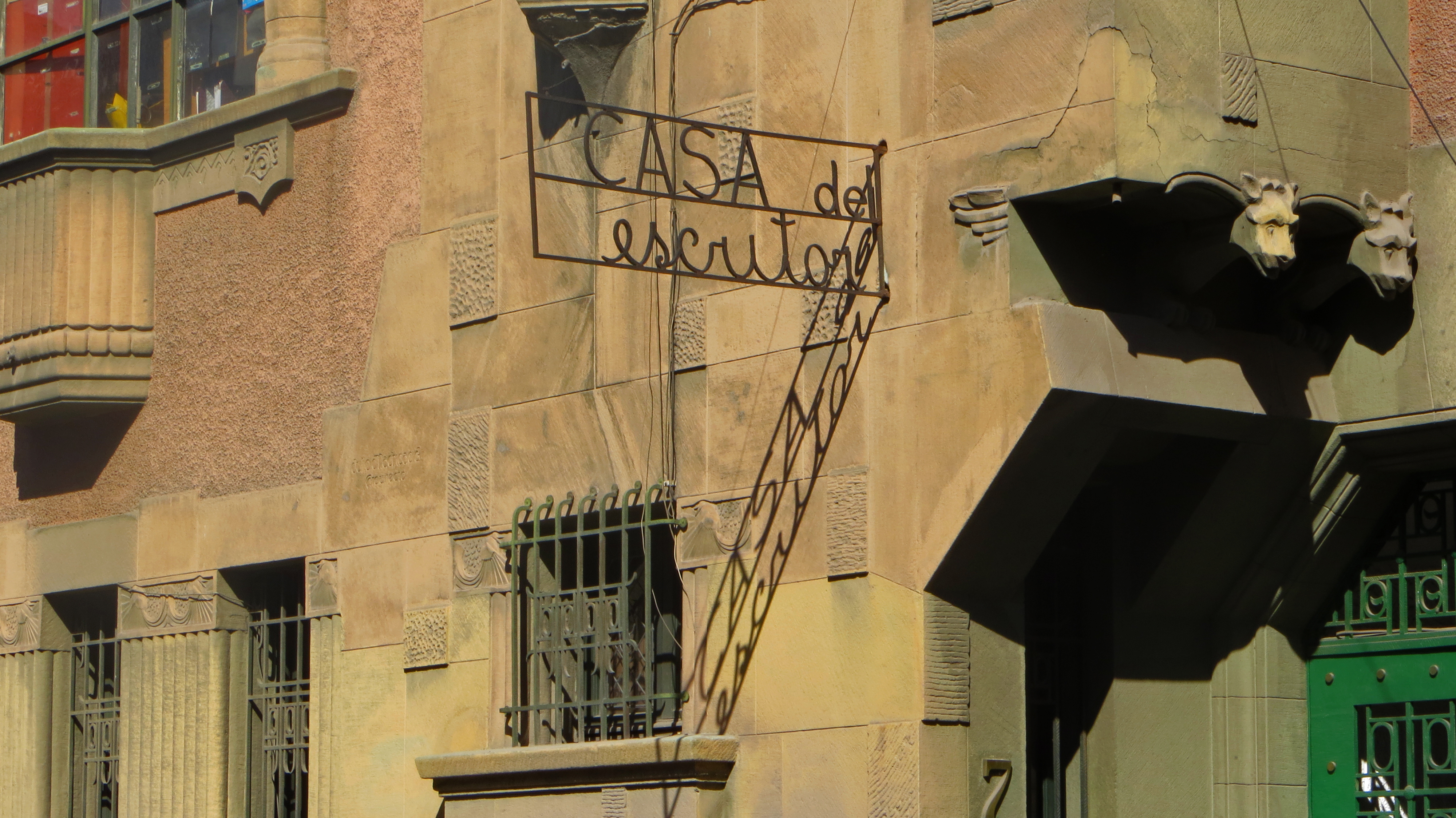
Exterior con letrero
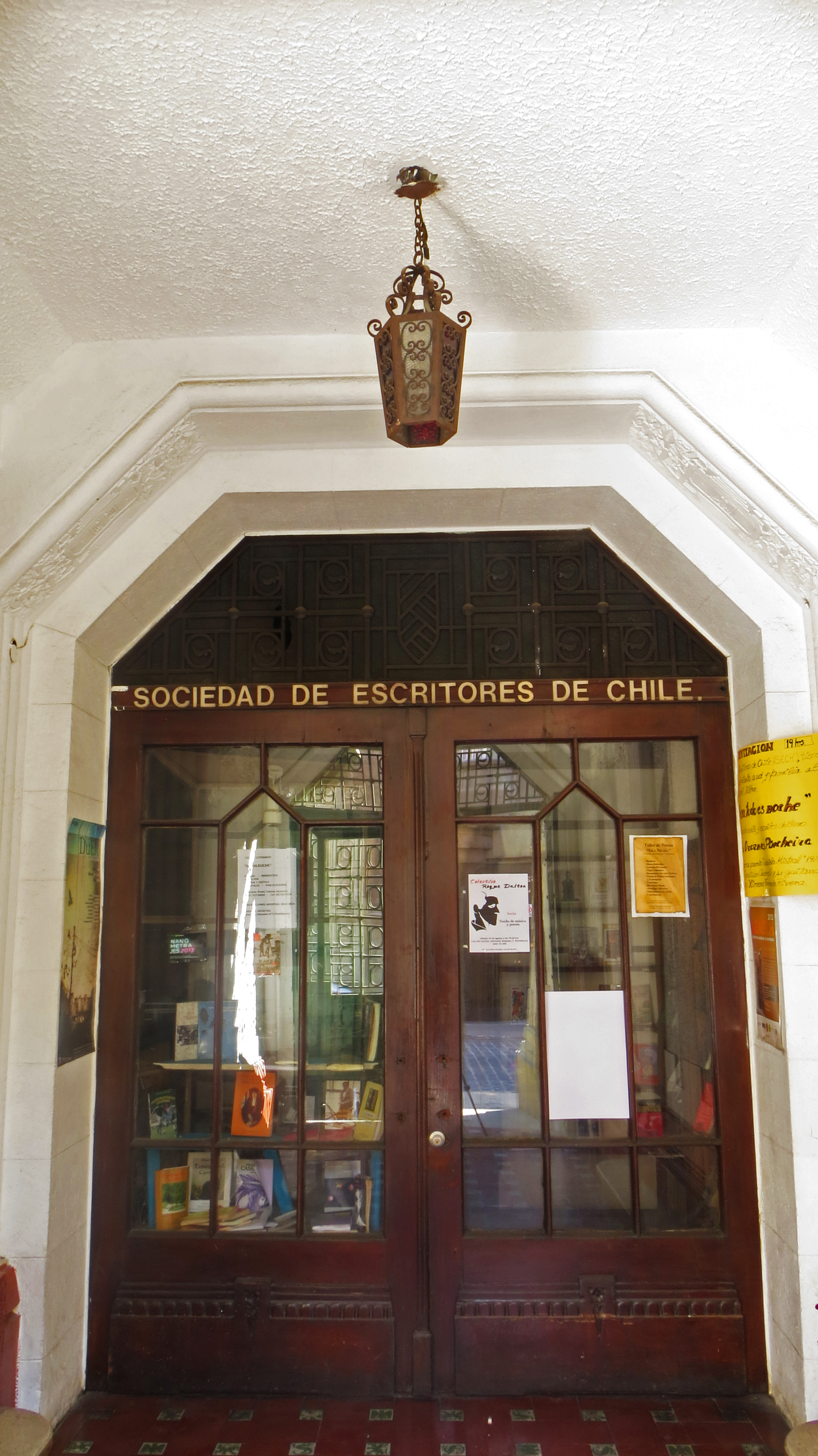
Puerta
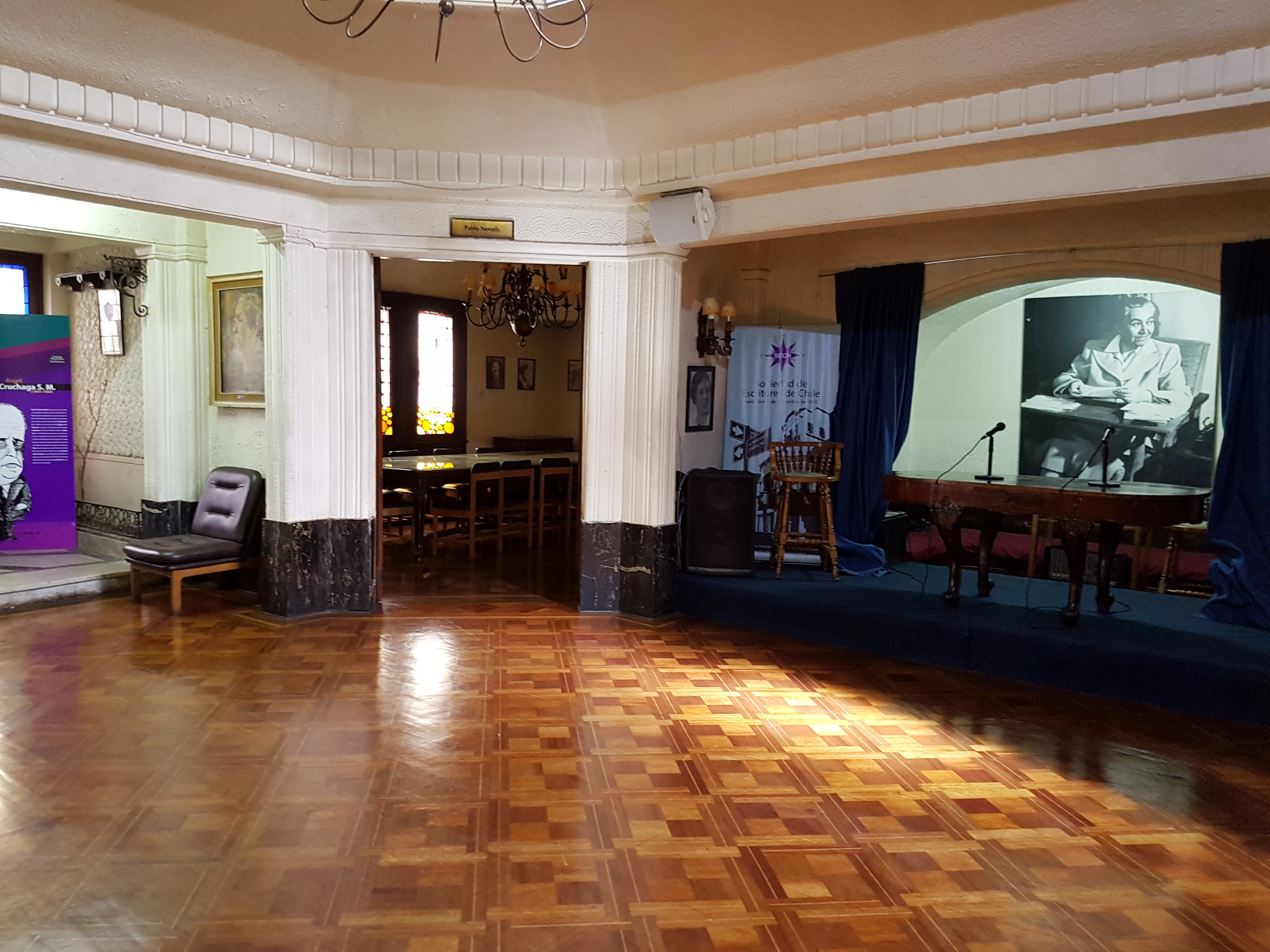
Planta baja
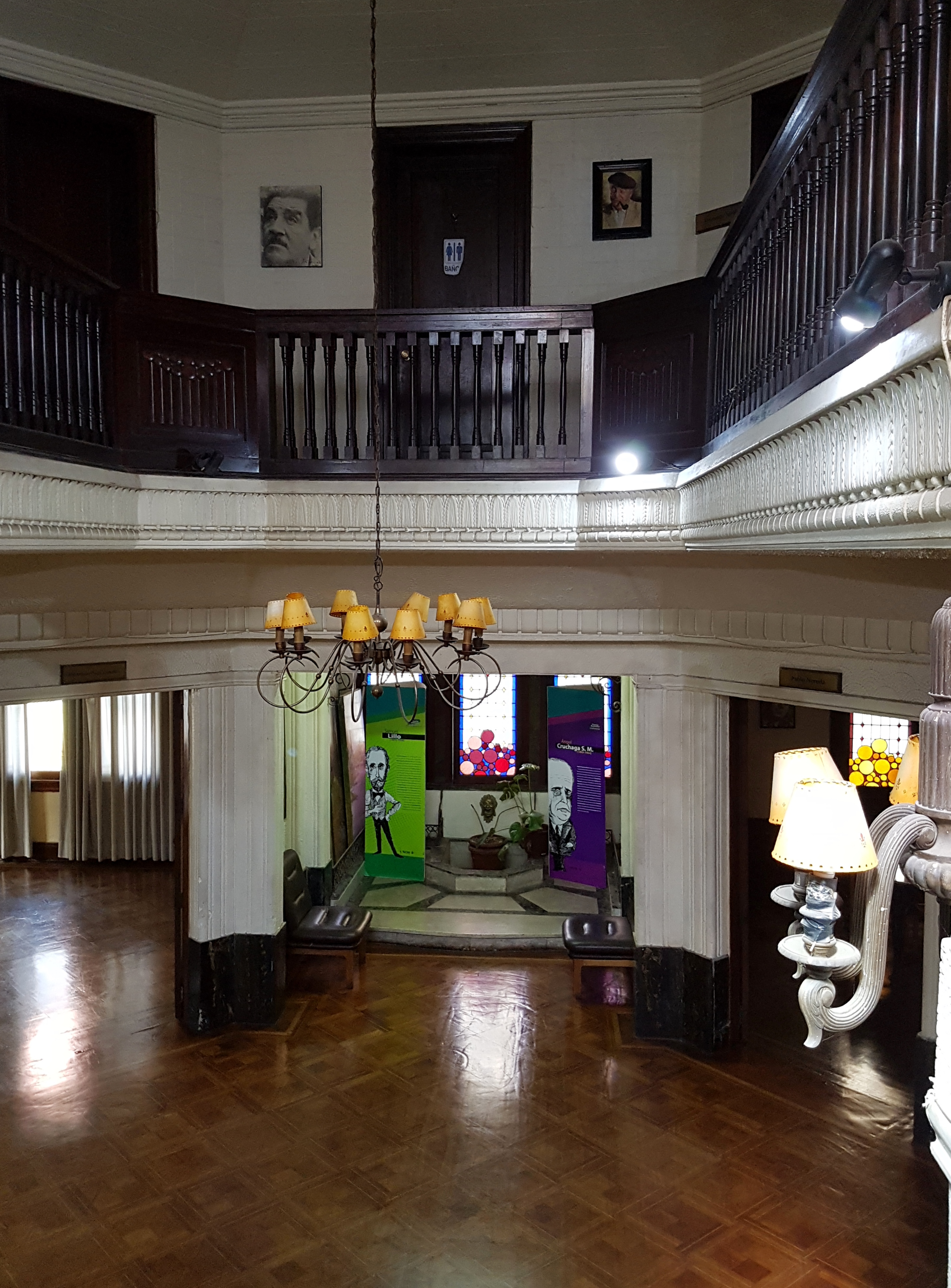
Vista al oriente
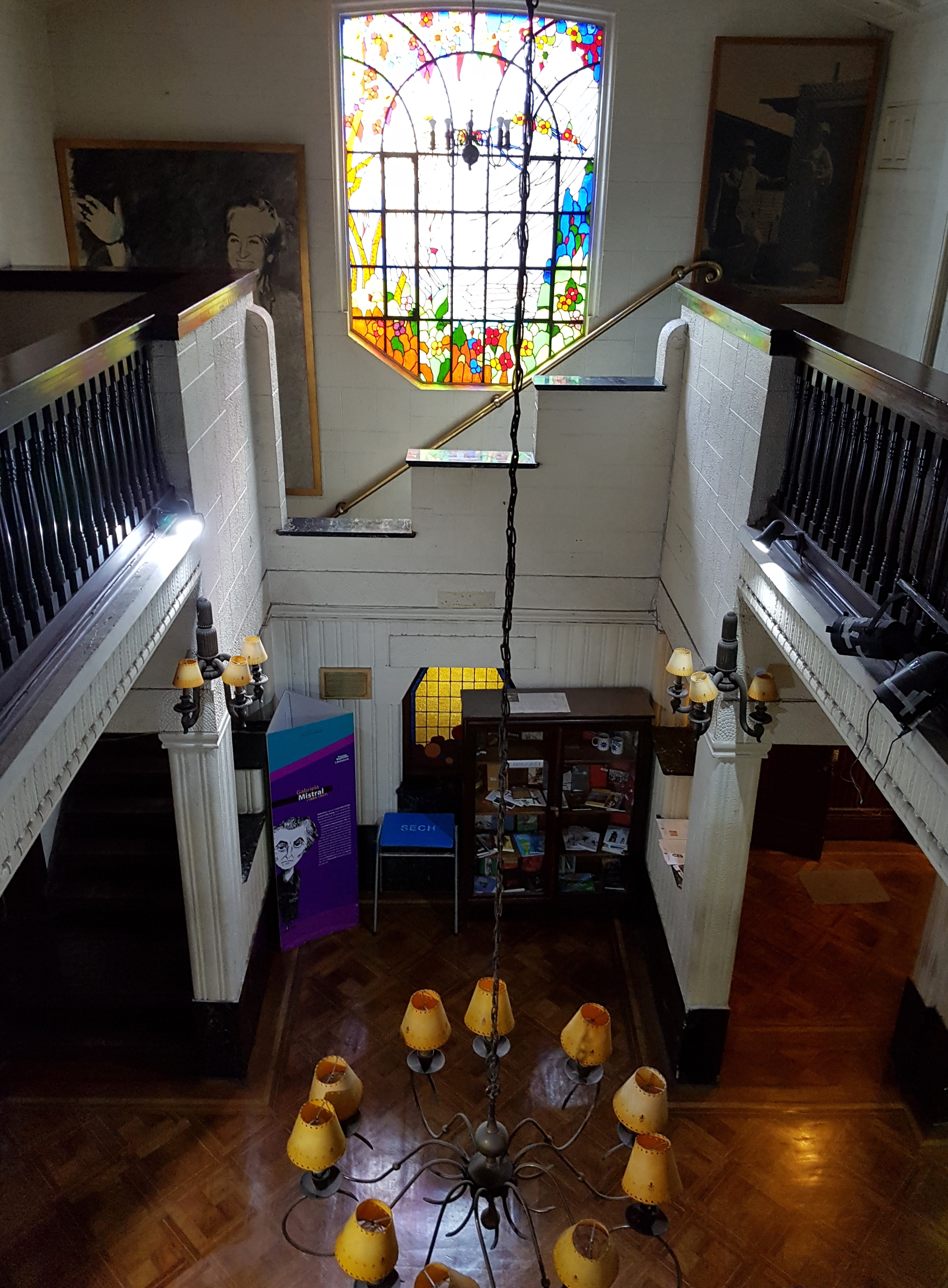
Vista al poniente
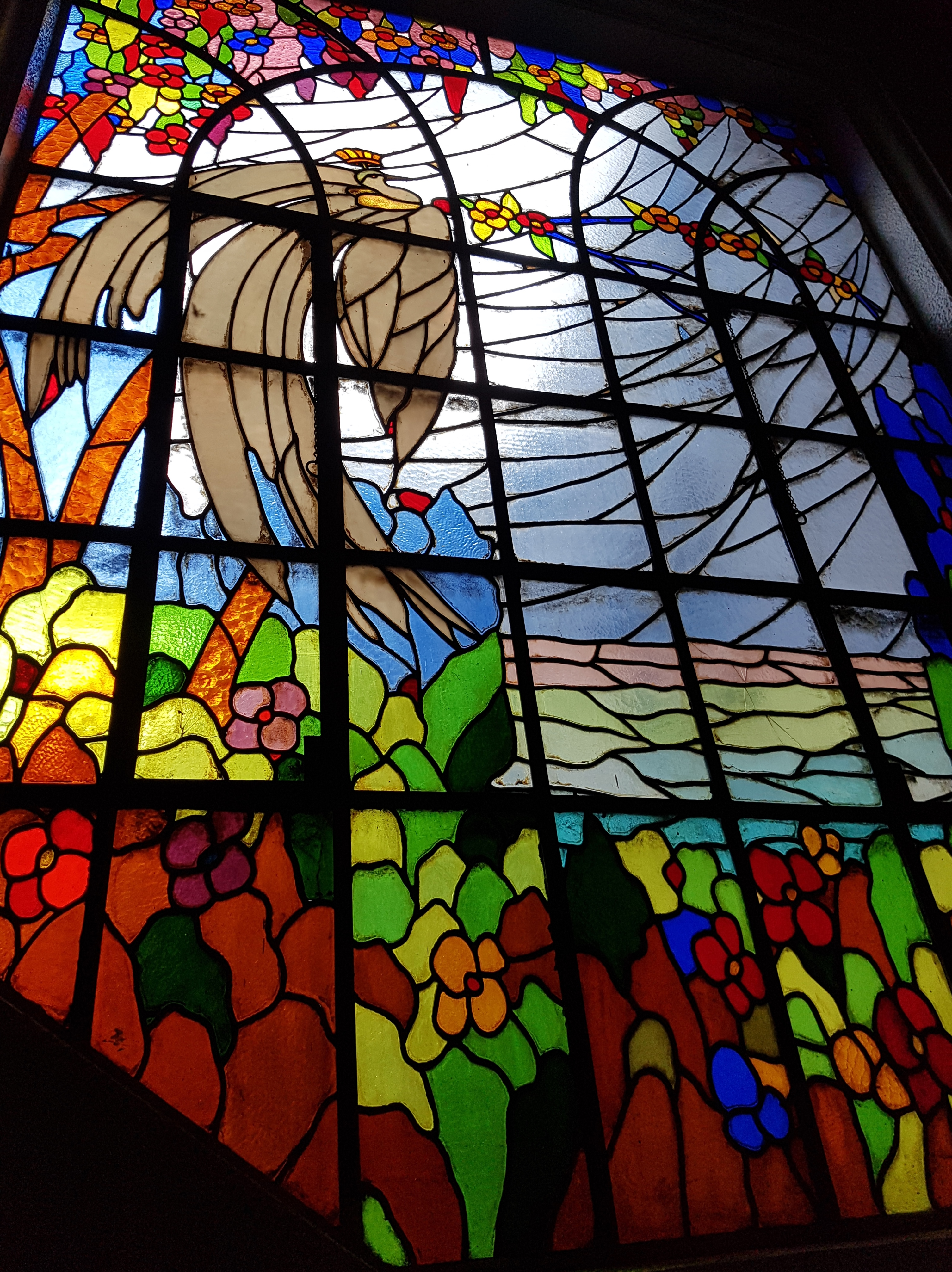
Vitral con ave
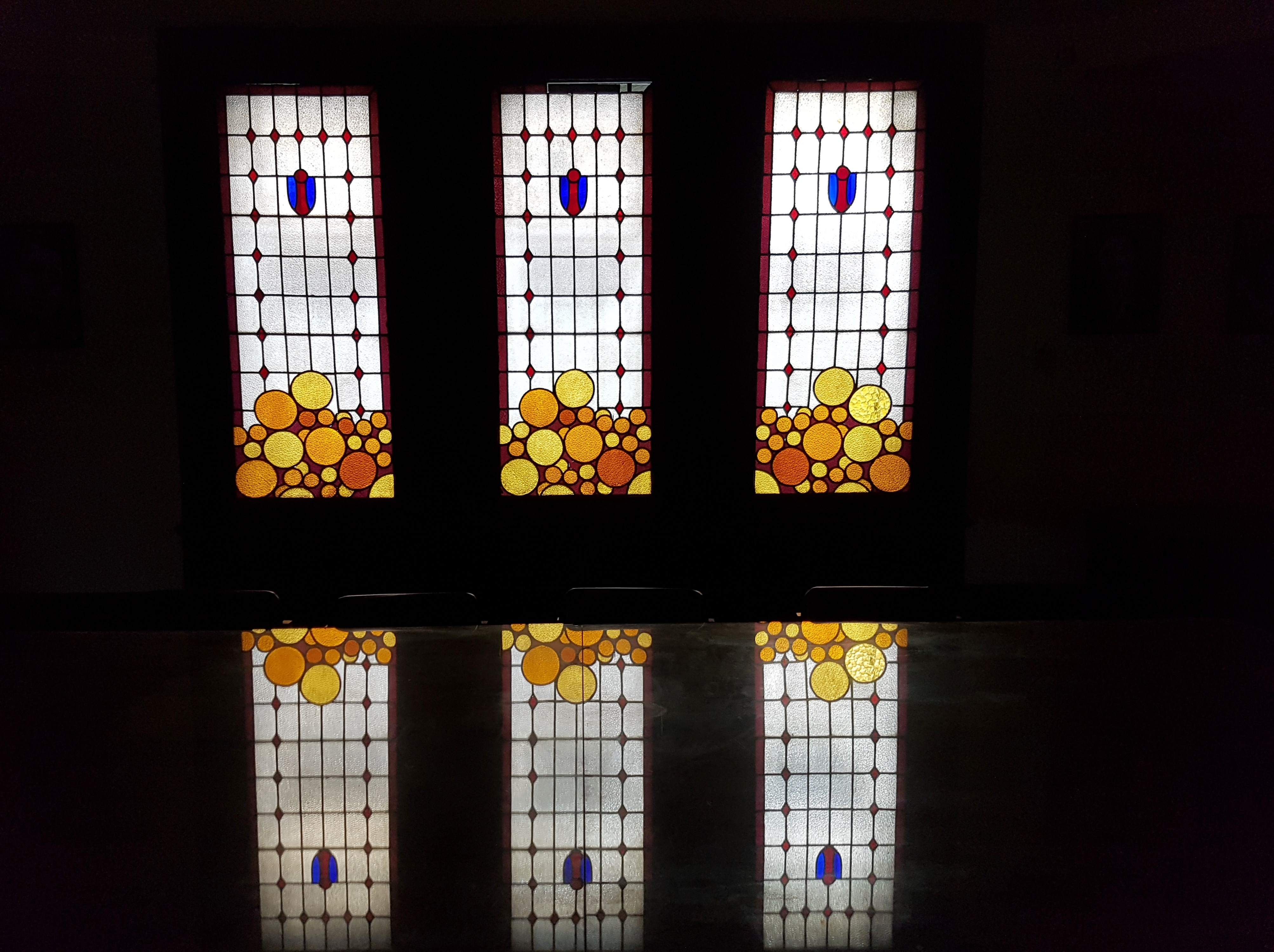
Ventanas de vitrales
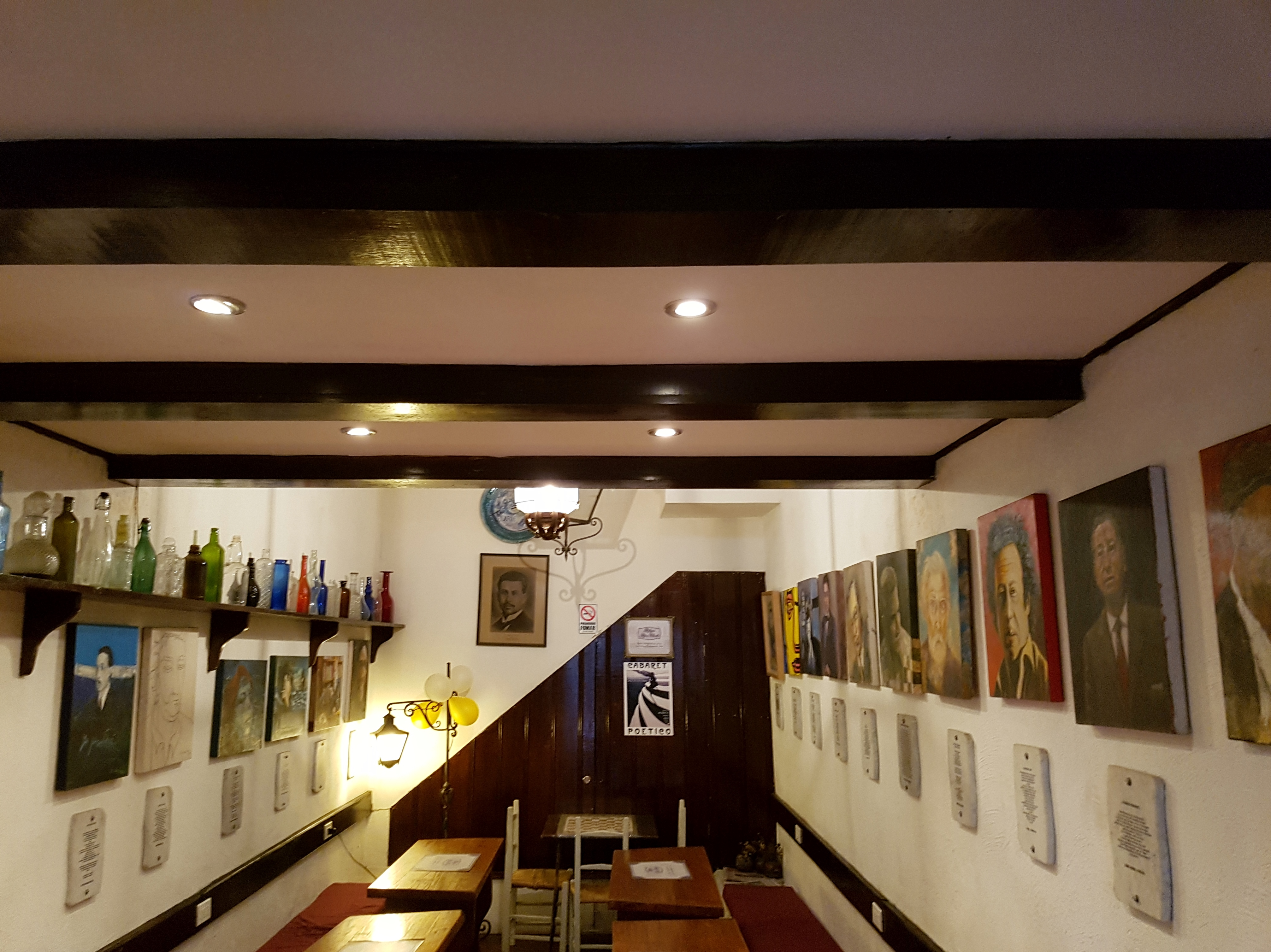
La taberna

## Estructura
La SECH tiene filiales en Arica, Iquique, Antofagasta, Región Atacama Rosario Orrego, Región Coquimbo Gabriela Mistral, San Felipe, Valparaíso, San Antonio, Rancagua, Curicó, Colchagua, Talca, Linares, Lautaro, Concepción, Valdivia, Punta Arenas, Londres y Nueva York, cada una con sus respectivos presidentes.
El directorio nacional, incluido el presidente, lo componen 11 personas.

### Directiva
- Isabel Gómez, presidenta
- Jorge Calvo, vicepresidente
- Guadalupe Becerra, secretaria general
- Omar Cid, tesorero
- Miguel Moreno, prosecretario
- Hernán Narbona, protesorero

Directores: Roberto Rivera, Carolina González, María de la Luz Ortega, Silvia Rodríguez y Georgina Odi

### Presidentes de la SECH
| Imagen      | Presidente                    | Género                     | Inicio        | Término       | Notas |
| ----------- | ----------------------------- | -------------------------- | ------------- | ------------- | --- |
|             | Isabel Gómez                  | poesía                     | mayo 2024     | Vigente       | |
| David Hevia | David Hevia                   | poesía, ensayo             | junio de 2022 | mayo 2024     | |
|             | Roberto Rivera                | cuento, novela             | abril de 2016 | 2022          | |
|             | Víctor Sáez                   | poesía                     | 2013          | 2016          | Asumió el cargo el 16 de abril de 2013 según acuerdo alcanzado en las elecciones del año anterior; en 2014 fue reelegido                                                                   |
|             | Carmen Berenguer              | poesía                     | 2012          | abril de 2013 | Poli Délano obtuvo la primera mayoría, pero no aceptó la presidencia; como la segunda mayoría fue compartida por Berenguer y Sáez, se decidió que estos escritores se dividirían el bienio |
|             | Reynaldo Lacámara             | poesía, gestor cultural    | julio de 2011 | junio de 2014 | |
|             | Reinaldo Marchant             | novela                     | 2005          | 2006          | Renunció por escándalo financiero |
|             | Fernando Quilodrán Rodríguez  | poesía, narrativa, crónica | 1999          | marzo de 2005 | |
|             | Edmundo Herrera Zúñiga        | poesía                     | 1997          | 1999          | |
|             | Inés Valenzuela               | novela                     | 1995          | 1997          | |
|             | Ramón Díaz Eterovic           | novela                     | 1991          | 1993          | |
|             | Jaime Quezada                 | poesía                     | 1991          | 1991          | |
|             | Emilio Oviedo                 | poesía, crónica            | 1990          | 1990          | Asumió por renuncia de Moure |
|             | Edmundo Moure                 | poesía, narrativa          | 1989          | 1990          | Renunció y asumió el vicepresidente Oviedo |
|             | Poli Délano                   | cuento y novela            | mayo de 1987  | 1989          | |
|             | Martín Cerda                  | ensayo                     | 1985          | 1987          | Con la elección de Cerda se reanudaron los comicios democráticos |
|             | Emilio Oviedo                 | poesía, crónica            | 1984          | 1984          | |
|             | Luis Sánchez Latorre (Filebo) | crítica                    | 1973          | 1984          | Elegido en asamblea general extraordinaria en octubre, después del golpe militar |
|             | Edmundo Herrera Zúñiga        | poesía                     | abril de 1972 | 1973          | |
|             | Luis Merino Reyes             | narrativa y poesía         | 1970          | 1972          | |
|             | Luis Sánchez Latorre (Filebo) | crítica                    | 1968          | 1970          | |
|             | Francisco Coloane             | cuento                     | 1966          | 1968          | |
|             | Guillermo Atías               | novela y cuento            | 1963          | 1966          | |
|             | Rubén Azócar                  | poseía y novela            | 1961          | 1963          | |
|             | Marta Brunet                  | novela y cuento            | 1960          | 1961          | |
|             | Julio Barrenechea             | poesía                     | 1959          | 1960          | |
|             | Pablo Neruda                  | poesía                     | 1958          | 1959          | |
|             | Ricardo Latcham               | ensayo                     | 1957          | 1958          | |
|             | Manuel Rojas                  | novela y cuento            | 1956          | 1957          | |
|             | Luis Oyarzún                  | ensayo, poesía             | 1955          | 1956          | |
|             | Juan Marín                    | poesía, narrativa          | 1954          | 1955          | |
|             | Carlos Préndez                | poesía, narrativa          | 1949          | 1954          | |
|             | Alberto Romero                | novela                     | 1947          | 1949          | |
|             | Eduardo Barrios               | novela y cuento            | 1946          | 1947          | |
|             | Pedro Prado                   | poesía, narrativa          | 1943          | 1946          | |
|             | Jerónimo Lagos Lisboa         | poesía                     | 1941          | 1943          | |
|             | Manuel Rojas                  | novela y cuento            | 1940          | 1941          | |
|             | Alberto Romero                | novela                     | 1938          | 1940          | |
|             | Manuel Rojas                  | novela y cuento            | 1936          | 1938          | |
|             | Ernesto Montenegro            | novela, cuento             | 1935          | 1936          | Aparentemente tenía las funciones ejecutivas ya desde mediados de 1933 |
|             | Domingo Melfi                 | ensayo                     | 1932          | 1933 (?)      | A juzgar por la cronología de los directorios, quien fungía de presidente ya a mediados de 1933 era Ernesto Montenegro                                                                     |